# Casperio Eliano
Casperio Eliano (latino: Casperius Aelianus; fl. 84-98) è stato un senatore romano.

## Biografia
Era prefetto del pretorio durante il regno dell'imperatore romano Domiziano, l'ultimo della dinastia Flavia e mantenne tale carica anche sotto Nerva.
Circa un anno dopo l'assassinio di Domiziano e l'ascesa di Nerva, Eliano reclamò presso i pretoriani la testa degli assassini di Domiziano e assediò il palazzo imperiale per catturare i responsabili della morte del precedente imperatore, poiché non erano stati ancora condannati dal nuovo imperatore. Riuscì a fare giustiziare gli assassini, tra cui alcuni ufficiali pretoriani, malgrado l'opposizione di Nerva, tanto da indebolirne la sua posizione a palazzo. L'imperatore fu altresì costretto a pronunciare un discorso pubblico per ringraziare Eliano di questa sua iniziativa. Nerva si rese conto che la sua posizione non era più sostenibile senza l'appoggio di un erede che avesse l'approvazione dell'esercito romano. Nel giro di due o tre mesi Nerva annunciò l'adozione di Traiano come suo successore.
Poco dopo, nel gennaio del 98 d.C., Nerva morì per cause naturali. Traiano, che era a Colonia, accettò l'impero e rimase per qualche tempo a nord delle Alpi. Scrive Cassio Dione: 
Non sappiamo cosa significhi "li tolse di mezzo". Può essere che i pretoriani, Eliano compreso, siano stati giustiziati, ma è anche possibile che sia stato chiesto loro di ritirarsi a vita privata.